# روي هاريس (ملاكم)
روي هاريس (بالإنجليزية: Roy Harris)‏ مواليد 29 يونيو 1933 في كت أند شوت، هو ملاكم محترف أمريكي سابق صنّف ضمن فئة الوزن الثقيل.

## المسيرة الاحترافية
من نزالاته:
- خسر أمام هنري كوبر (1960/09/13).
- خسر أمام سوني ليستون بالضربة الفنية القاضية (1960/04/25).
- خسر أمام فلويد باترسون (1958/08/18).
- انتصر على ويلي باسترانو (1957/06/11).
- انتصر على بوب بيكر (ملاكم) (1957/04/30).

## إحصائيات
خاض خلال مسيرته 36 نزالا، فاز في 30 ولم يتعادل وخسر في 5. فاز بالضربة القاضية في 9 نزالات.

## روابط خارجية
- روي هاريس على موقع بوكس ريك (الإنجليزية) (registration required)